# Салинський Афанасій Дмитрович
Афанасій Дмитрович Салинський (рос. Афанасий Дмитриевич Салынский; нар. 9 вересня 1920, Смоленськ — пом. 22 серпня 1993, Москва) — російський драматург, кіносценарист; член Спілки письменників СРСР з 1951 року.

## Життєпис
Народився 9 вересня 1920 року у місті Смоленську (нині Росія) у багатодітній сім'ї. З 15 років працював фрезерувальником на авіаційному заводі, потім шахтарем на шахті в Донецькій області. Наприкінці 1930-х років повернувся до Смоленська, де був прийнятий літературним співробітником газети «Більшовицька молодь». З 1939 року був актором Смоленського театру драми.
В Червоній армії з 1940 року. Член ВКП(б) з 1942 року. Брав участь у німецько-радянській війні. З 1942 по 1946 рік був редактором червоноармійської газети «За Радянську вітчизну» і друкувався у фронтових періодичних виданнях, виступав як нарисист, літературний та театральний рецензент. В 1946 році був демобілізований. Протягом 1946—1954 років жив у Свердловську, працював редактором у Свердловського книжкового видавництва, кореспондентом журналу «Огонёк» по Уралу, писав нариси, статті, сценарії документальних фільмів.
У 1954 році переїхав до Москви, де до 1956 року навчався на Вищих літературних курсах Інституту імені Горького. Упродовж 1959—1993 років працював Секретарем правління Спілки письменників СРСР, одночасно у 1972—1982 та 1986—1991 роках обіймав посаду головного редактора журналу «Театр».

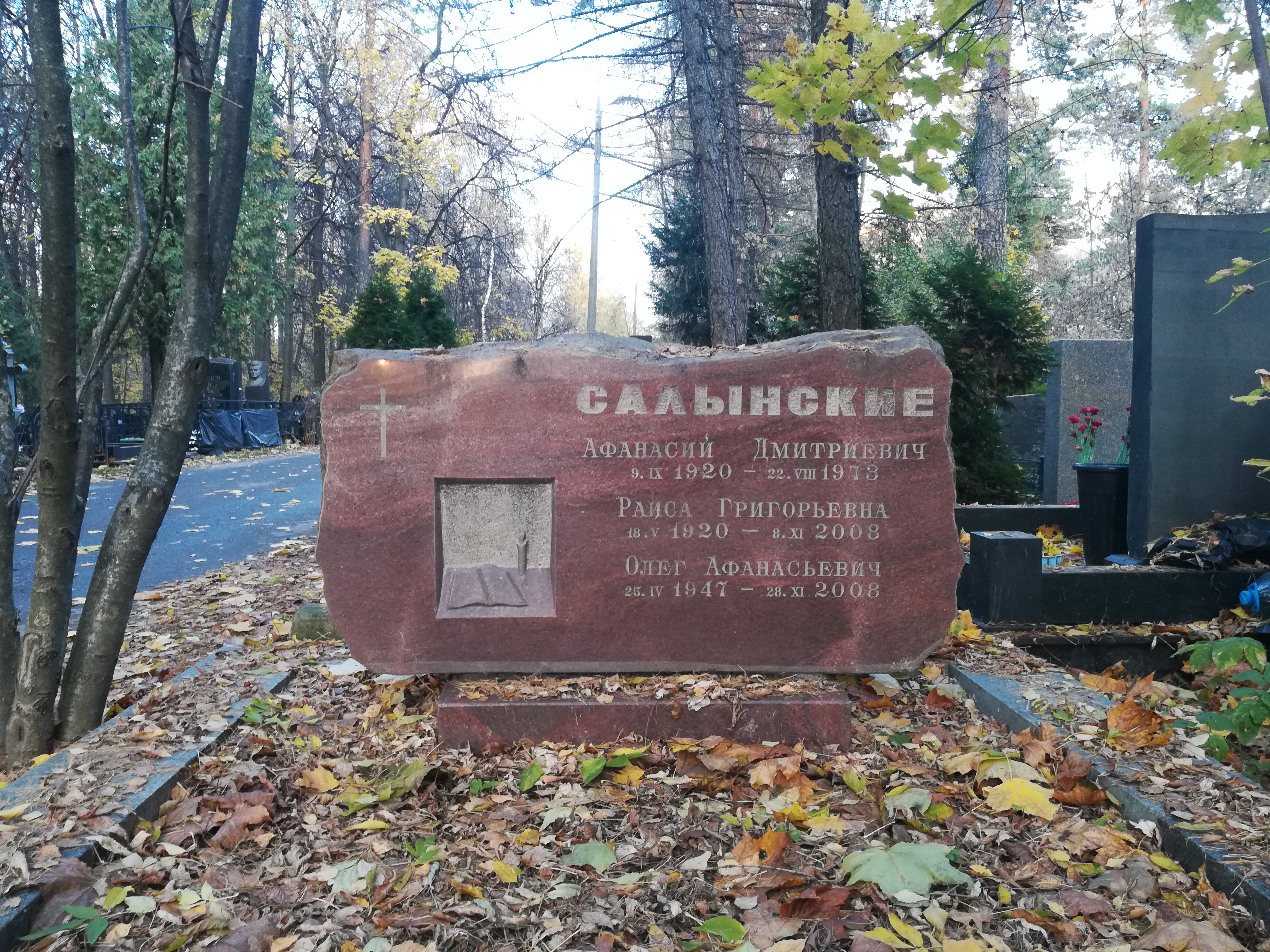
Надгробок на Кунцевському цвинтарі.

Помер в Москві 22 серпня 1993 року. Похований в Москві на Кунцевському цвинтарі (ділянка № 10).

## Творчість
Друкувався з 1939 року. 
Автор п'єс
- «Брати» (1947);
- «Хліб і троянди» (1957; кінофільм «Хліб і троянди», 1959);
- «Поголос» (1980, про боротьбу за встановлення Радянської влади на Алтаї);
- «Барабанщиця» (1958);
- «Камінці на долонях» (1965; кінофільм «Підірване пекло», 1967);
- «Довгожданий» (1975, про події німецько-радянської війни);

Автор драм і комедій
- «Забутий друг» (1955);
- «Чоловічі розмови» (1967);
- «Марія» (1969; кінофільм «Сибірячка», 1971);
- «Літні прогулянки» (1973).

Співавтор сценарію українського фільму «Жив-був Шишлов» (1988, 2 серії), створеного за мотивами п'єси «Молва».

## Відзнаки
Нагороджений
- орденами Жовтневої Революції, двома Трудового Червоного Прапора, Дружби народів, «Знак Пошани»[4];
- медаллю «За перемогу над Німеччиною»[5];

премії
- Державна премія РРФСР імені К. С. Станіславського (1971; за заслуги в галузі літератури)[4];
- Державна премія СРСР (1984).